# Jaunde-Station

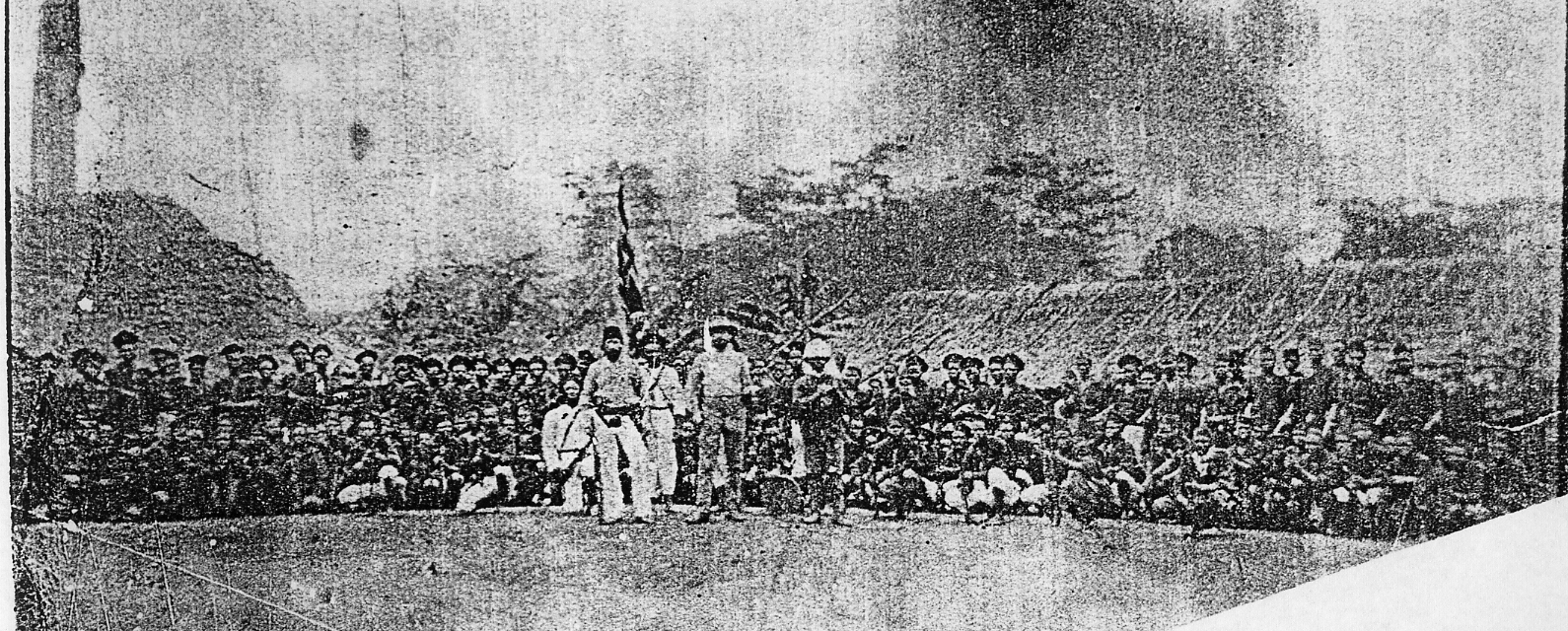
Die Expedition Morgen während des ersten Aufenthalts in Jaunde (Dezember 1889)

Die Jaunde-Station war ein wissenschaftlicher und militärischer Vorposten im Kameruner Hinterland an der nördlichen Regenwaldgrenze. In der Umgebung der Station entwickelte sich später die Stadt Jaunde.

## Geschichte

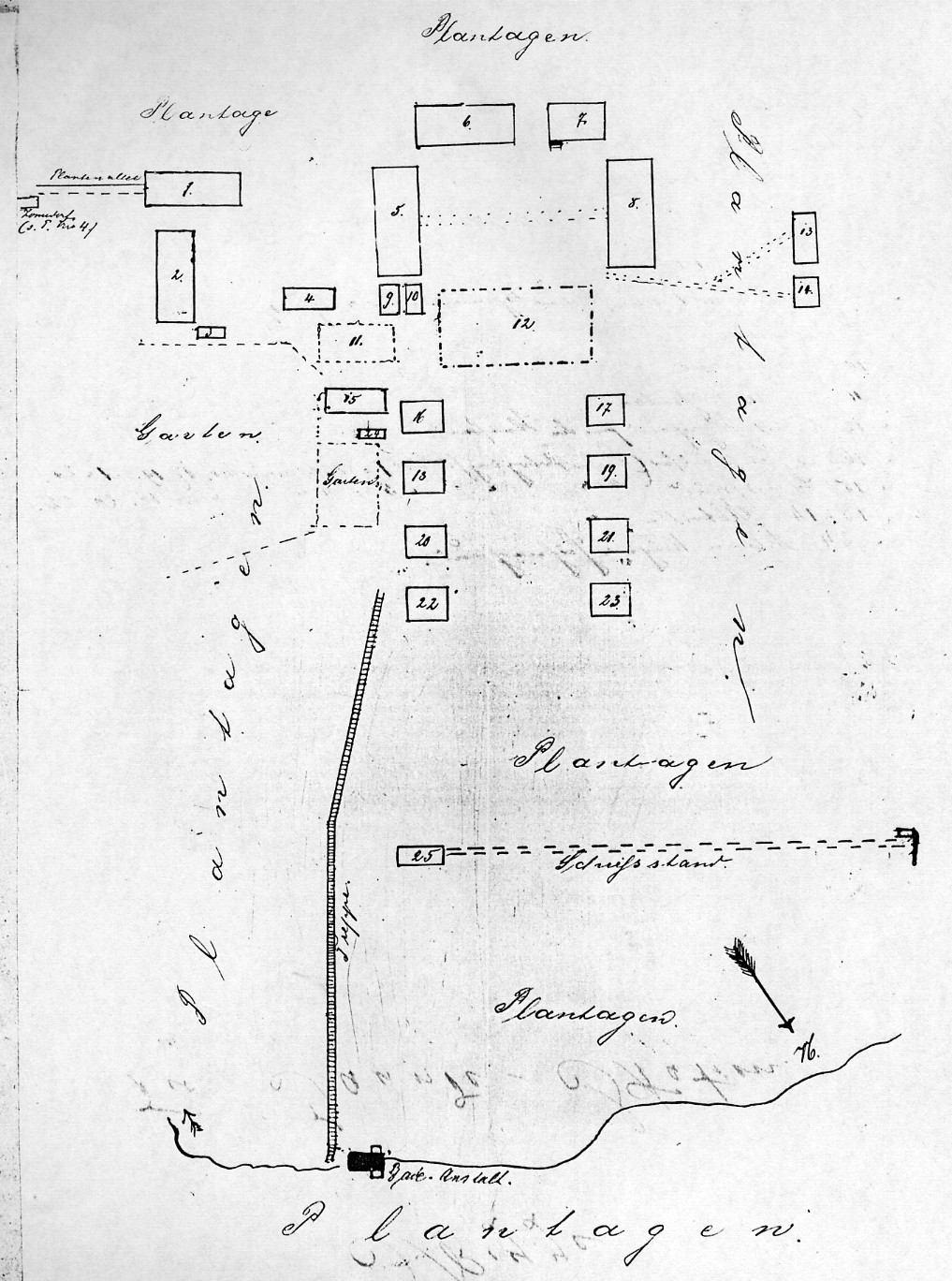
Skizze der Jaunde-Station durch Curt Morgen (Dezember 1889 oder Juli 1890)

Die Gründung der Station ist das wichtigste Ergebnis der von  Kund  und  Tappenbeck geleiteten Expedition zur Errichtung einer  Forschungsstation im Kamerungebiet in den Jahren 1886 bis 1889.
Nachdem die Expedition bereits 1888 das Gebiet passierte, erfolgte im Februar 1889 die Entscheidung zum Aufbau der Station. Dies erfolgte unmittelbarer neben dem Dorf des einflussreichen Ewondo-Chefs Esono Ela. Der deutsche Forschungsreisende Curt von Morgen erreichte die Station erstmals am 30. November 1889 und lieferte eine genaue Beschreibung des damaligen Zustands. Er nannte einen erhöhten, von Mannschaftsschuppen umgebenden Hof und einen tiefer gelegenen Platz mit Wohnhäusern für Europäer, Krankenraum für Afrikaner und Lagerräumen für Expeditionen. Ferner bestehe ein meteorologisches Beobachtungshaus und ein eingezäunter Platz mit offener Markthalle. An Viehställen werde gearbeitet. Später sei noch eine Palisadenumwallung angelegt worden.

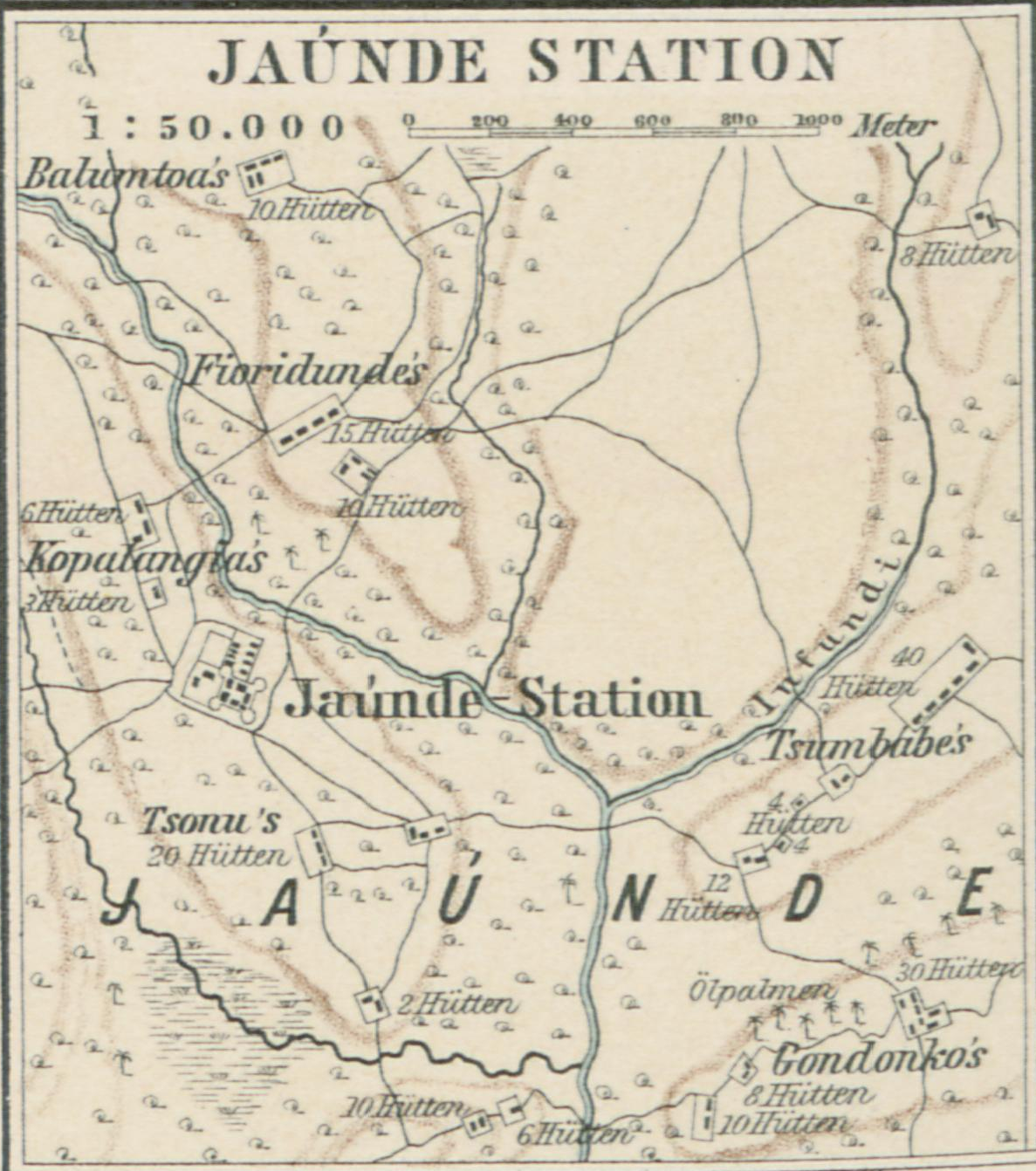
Die Jaunde-Station und Umgebung auf einer Karte aus dem Jahr 1896.

Während der ersten Jahre gab es keine ständig gesicherte Verbindung von der Küste zur Station. Dies änderte sich erst ab Mitte der 1890er Jahre. Von 1889 bis 1895 war Georg August Zenker Stationsleiter in Jaunde. Im Zuge der kolonialen Expansion wurde die Station im Mai 1895 in eine Militärstation unter der Leitung von Hans Dominik umgewandelt. 1896 übernahm Ernst von Carnap-Quernheimb die Leitung. Von hier aus erfolgte bis 1903 die militärische Eroberung des nördlichen Teils des Schutzgebietes.
1903 wurde die Station in die zivile Verwaltungsstruktur der Kolonie eingegliedert und ein Bezirksamt geschaffen.